# Madiromirafy
Madiromirafy is een plaats en commune in het noordwesten van Madagaskar, behorend tot het district Maevatanana, dat gelegen is in de regio Betsiboka. Tijdens een volkstelling in 2001 telde de plaats 4.169 inwoners.
De plaats biedt enkel lager onderwijs aan. 90 % van de bevolking werkt als landbouwer, 4 % houdt zich bezig met veeteelt en 6 % verdient zijn brood als visser. De belangrijkste landbouwproducten zijn rijst en pinda's; andere belangrijke producten zijn mais en tabak.